# St. Nikolaus (Freiburg im Üechtland)

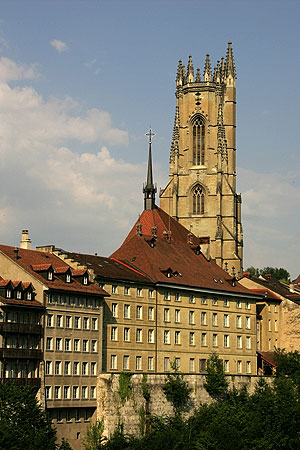

Die Kathedrale St. Nikolaus (französisch: Cathédrale Saint-Nicolas) ist die Kathedrale des römisch-katholischen Bistums Lausanne, Genf und Freiburg in Freiburg in der Schweiz. Schutzpatron ist der heilige Nikolaus. Bis 1924 war St. Nikolaus die Kollegiatkirche eines Kanonikerstiftes. Das ursprüngliche Freiburger Münster wurde 1924 zur Kathedrale des Bistums Lausanne, Genf und Freiburg erhoben. Die Kathedrale ist zusammen mit ihrem Kirchenschatz in der Liste der national bedeutenden Kulturgüter mit der Nummer 02067 erfasst.

## Baugeschichte
Die Kathedrale wurde ab 1283 in mehreren Etappen bis 1490 an der Stelle eines romanischen Gotteshauses erbaut.

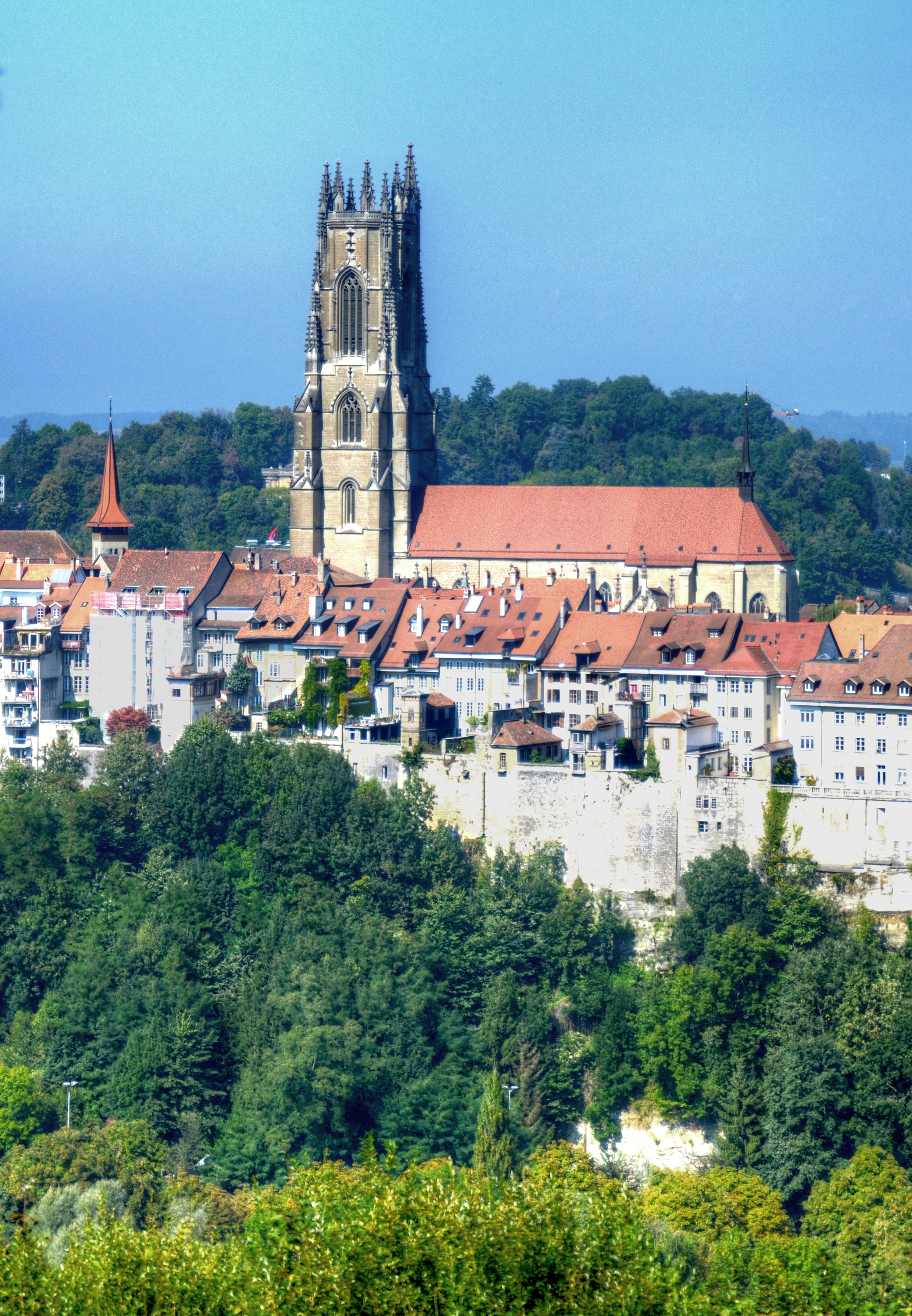
Kathedrale von Freiburg von der Lorette aus gesehen

## Bauwerk
An der mächtigen Westfront öffnet sich das Hauptportal, dessen Tympanon eine Darstellung des Jüngsten Gerichts aus dem 14. Jahrhundert zeigt. Der Polygonalchor wurde von 1627 bis 1630 erneuert und vergrössert, wobei trotz der fortgeschrittenen Zeitepoche der Stil der Gotik beibehalten wurde.
Der Turm der dreischiffigen gotischen Kirche ist 76 Meter hoch. Er wurde 1490 im Stil der späten Flamboyantgotik vollendet. Im Inneren führt eine Wendeltreppe aus 368 Stufen nach oben.

### Portale
Haupteingang der Kathedrale ist das Westportal. Früher war es das Südportal. Der schlechte Zustand dieses Eingangs, der durch den jahrzehntelangen Autoverkehr verursacht wurde, bewog die Stadt in den 1970er Jahren, ihn zu schliessen und zum Schutz mit Holz zu verkleiden. Nach 40 Jahren wurde das Tor restauriert und wieder geöffnet. Da zum Teil nicht mehr bekannt war, wie gewisse Sockel der Statuen ursprünglich aussahen, wurde eine Statue mit einem Sockel versehen, der die Neuzeit zum Thema nimmt: Auf ihm sind Leute zu sehen, die sich intensiv mit ihren Smartphones beschäftigen.

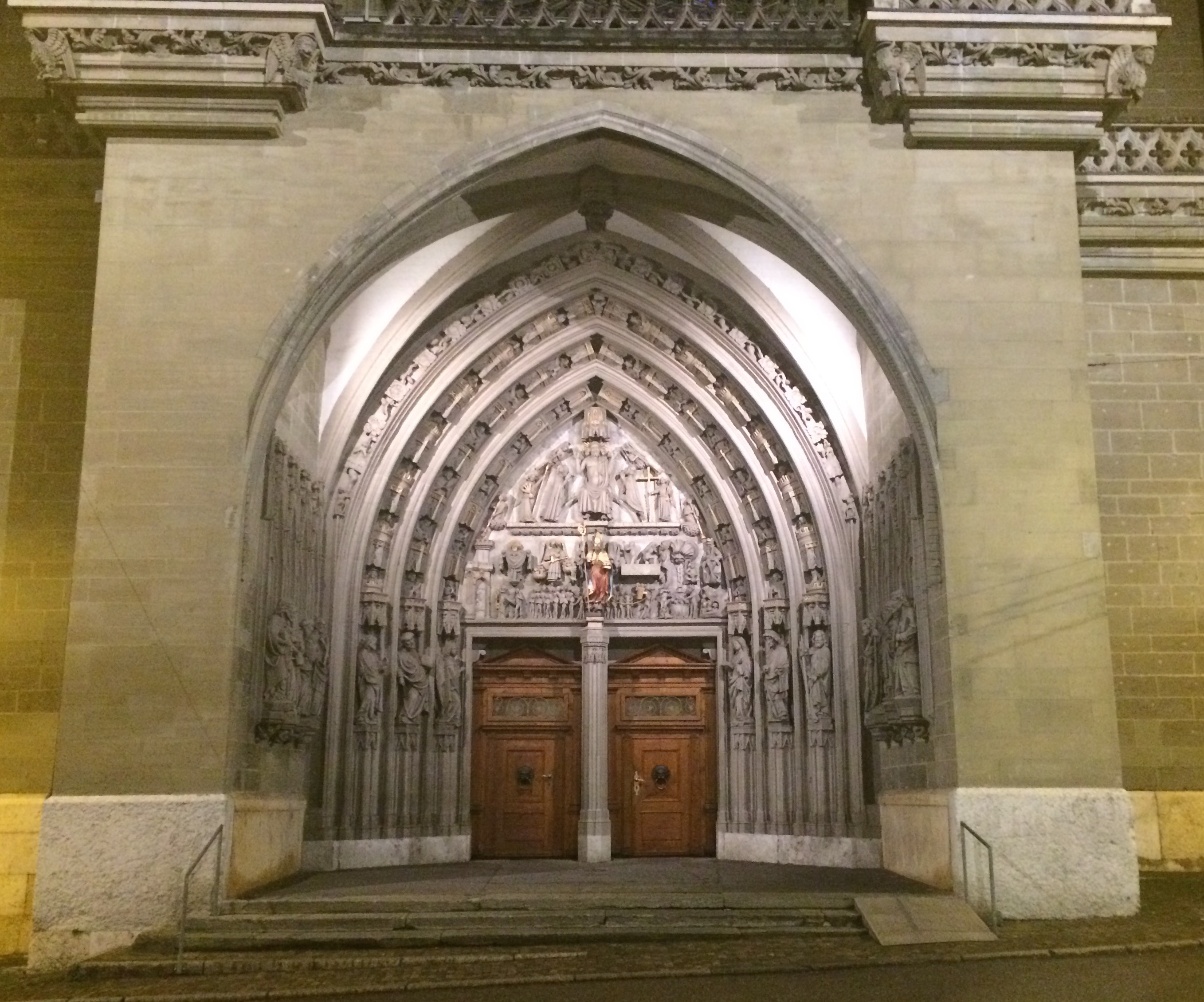
Westportal
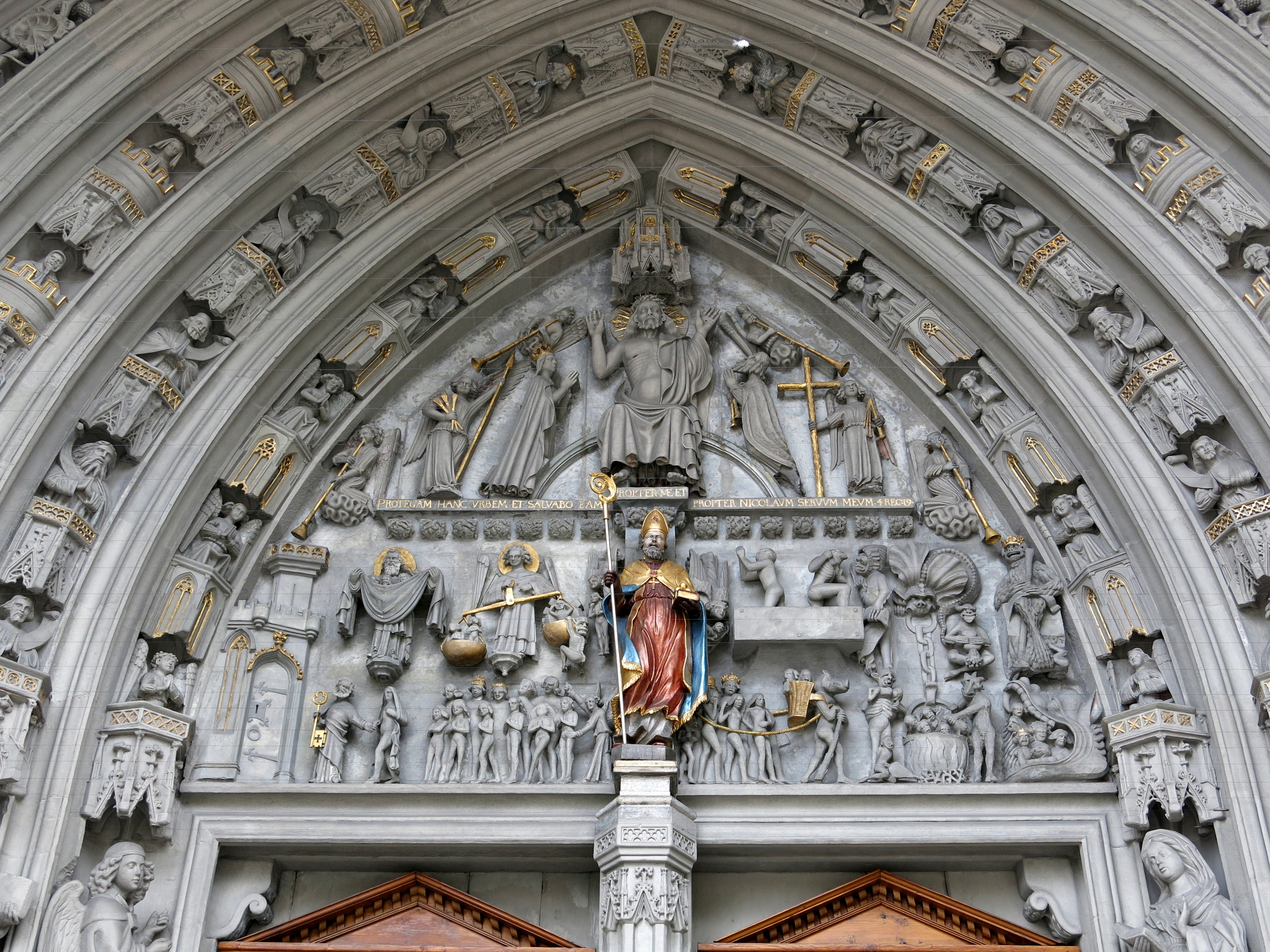
Detail: Westportal
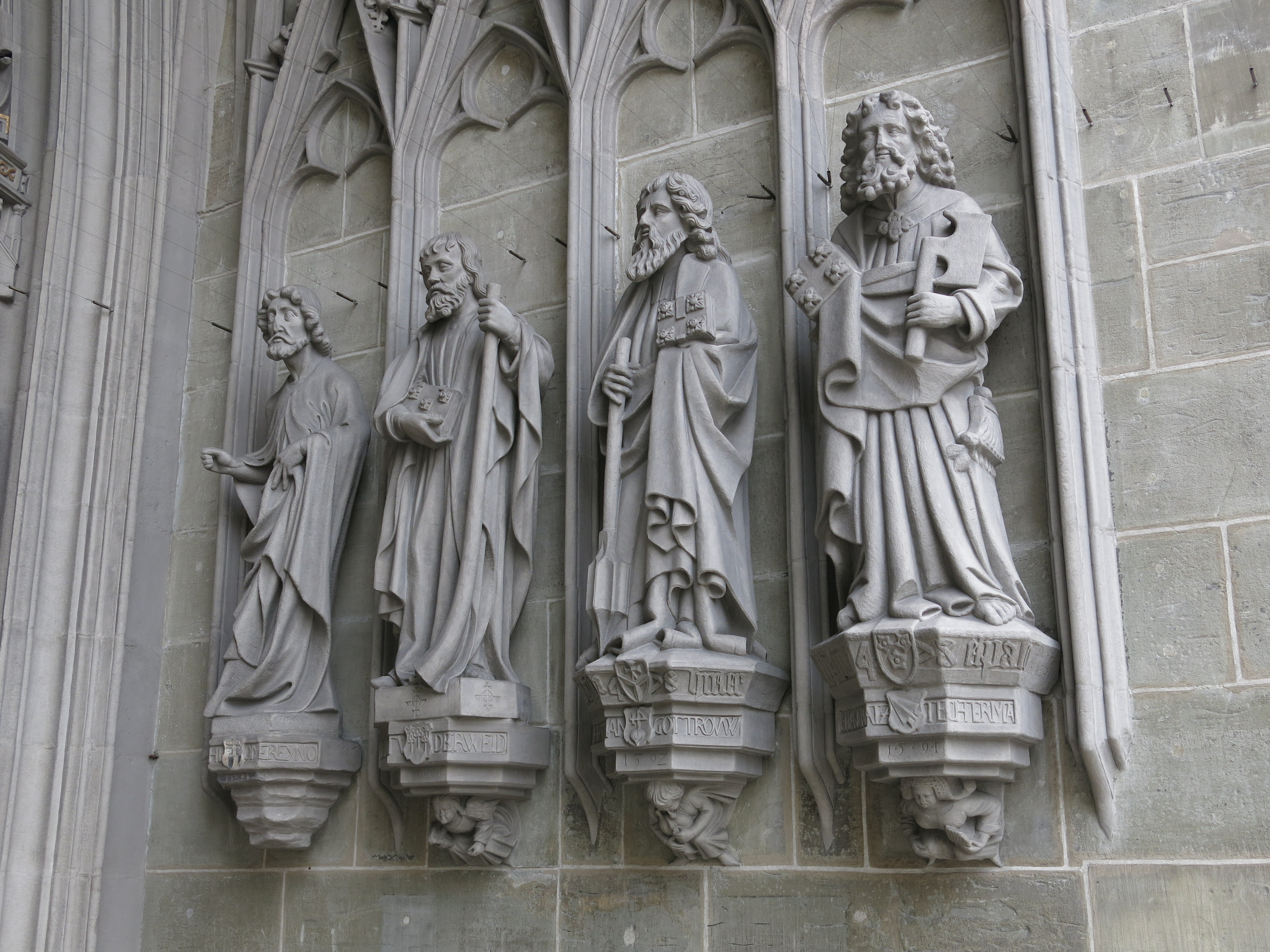
Figurengruppe am Westportal
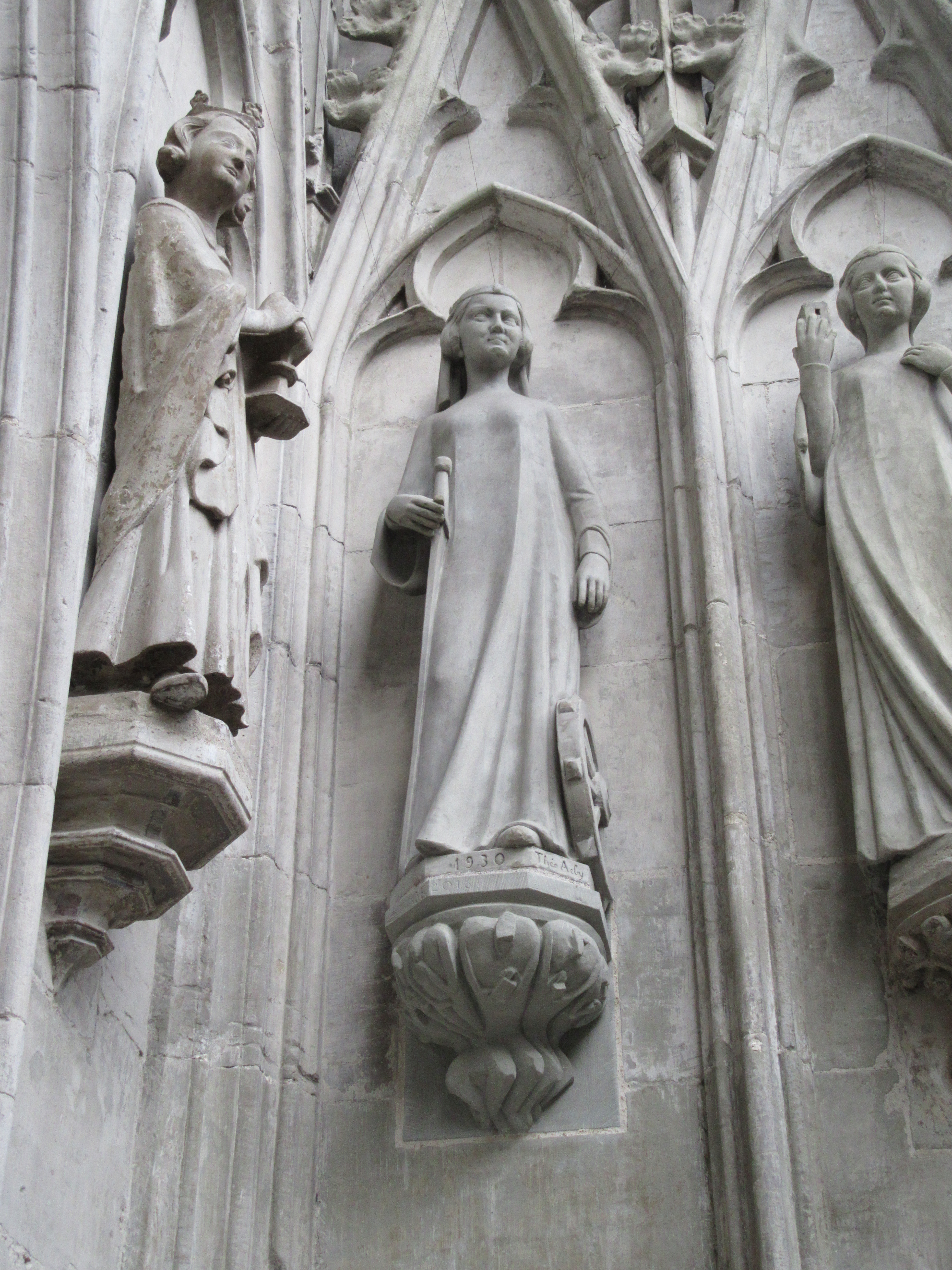
In der Mitte St. Katharina
Am Sockel angedeutet: moderne Menschen

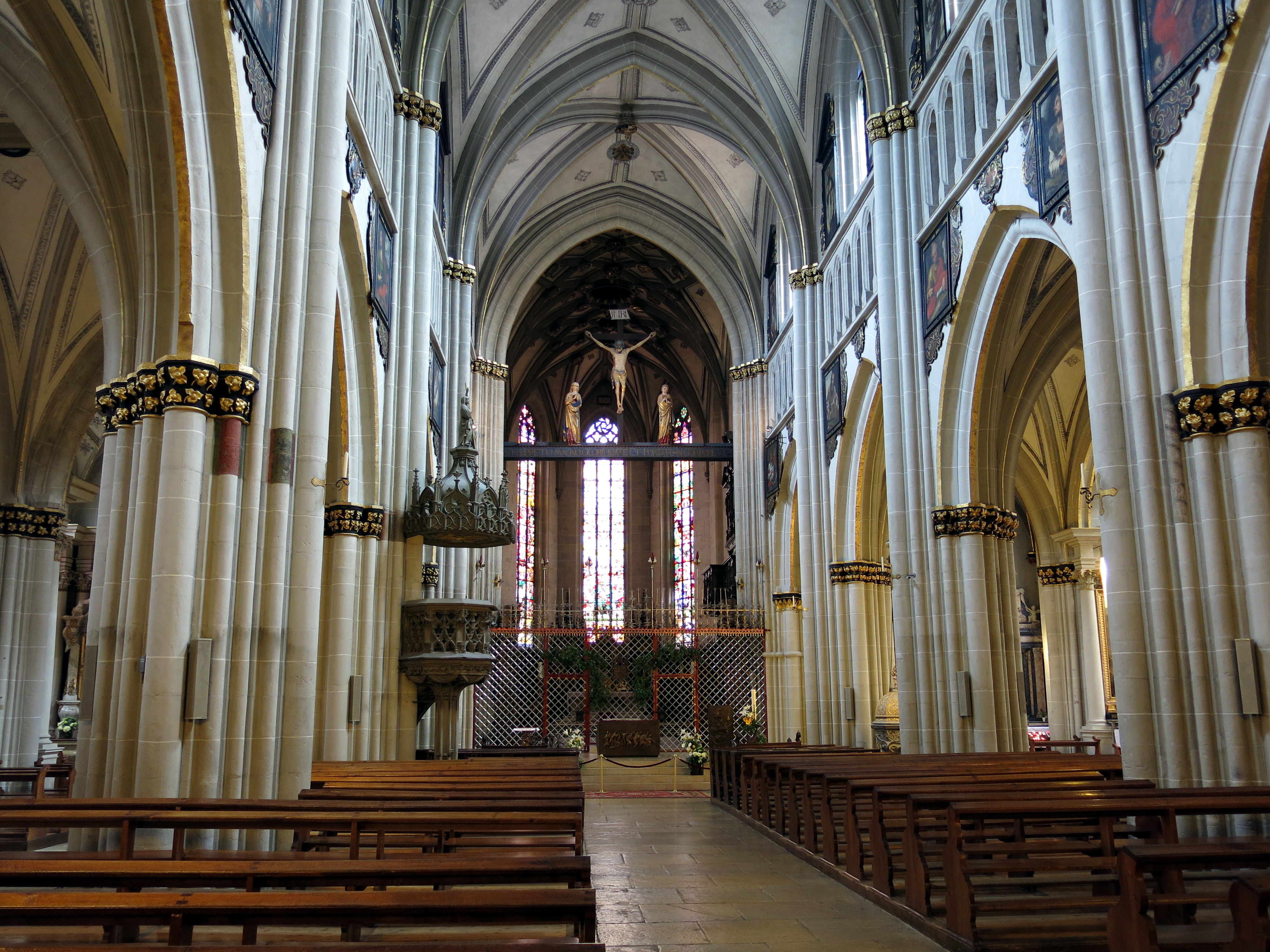
Blick durch den Kirchenraum

## Ausstattung
Zur reichen Ausstattung der Kirche gehören die Heiliggrabkapelle mit der Darstellung der Grablegung Christi (1433), ein Taufstein von 1498, das Chorgestühl im gotischen Flamboyantstil (1516), verschiedene barocke Altäre und der Hochaltar von 1877.
Das von Ulrich Wagner zwischen 1464 und 1466 angefertigte Chorgitter im spätgotischen Stil gilt als das „schönste seiner Epoche“.

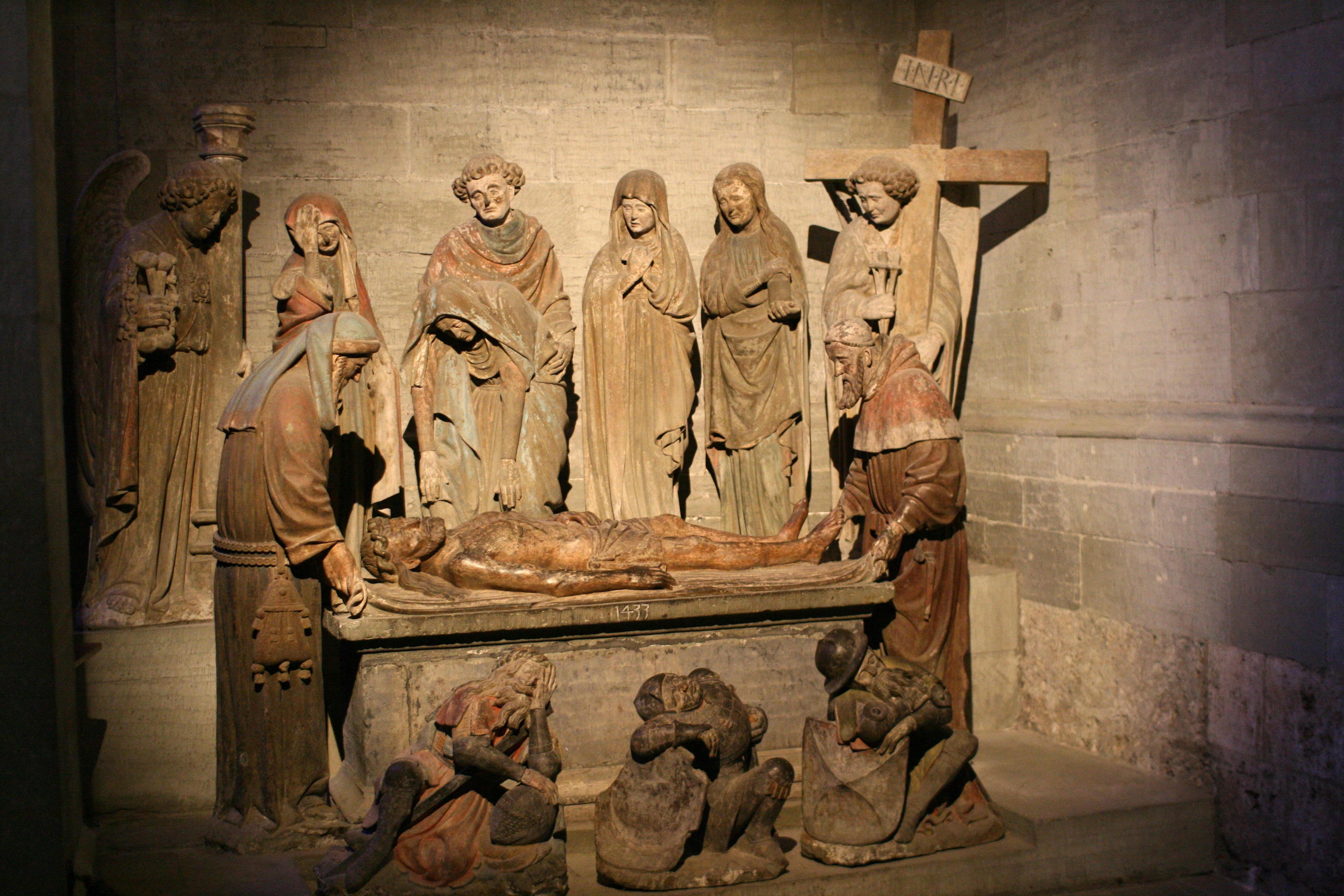
Heiliggrabkapelle
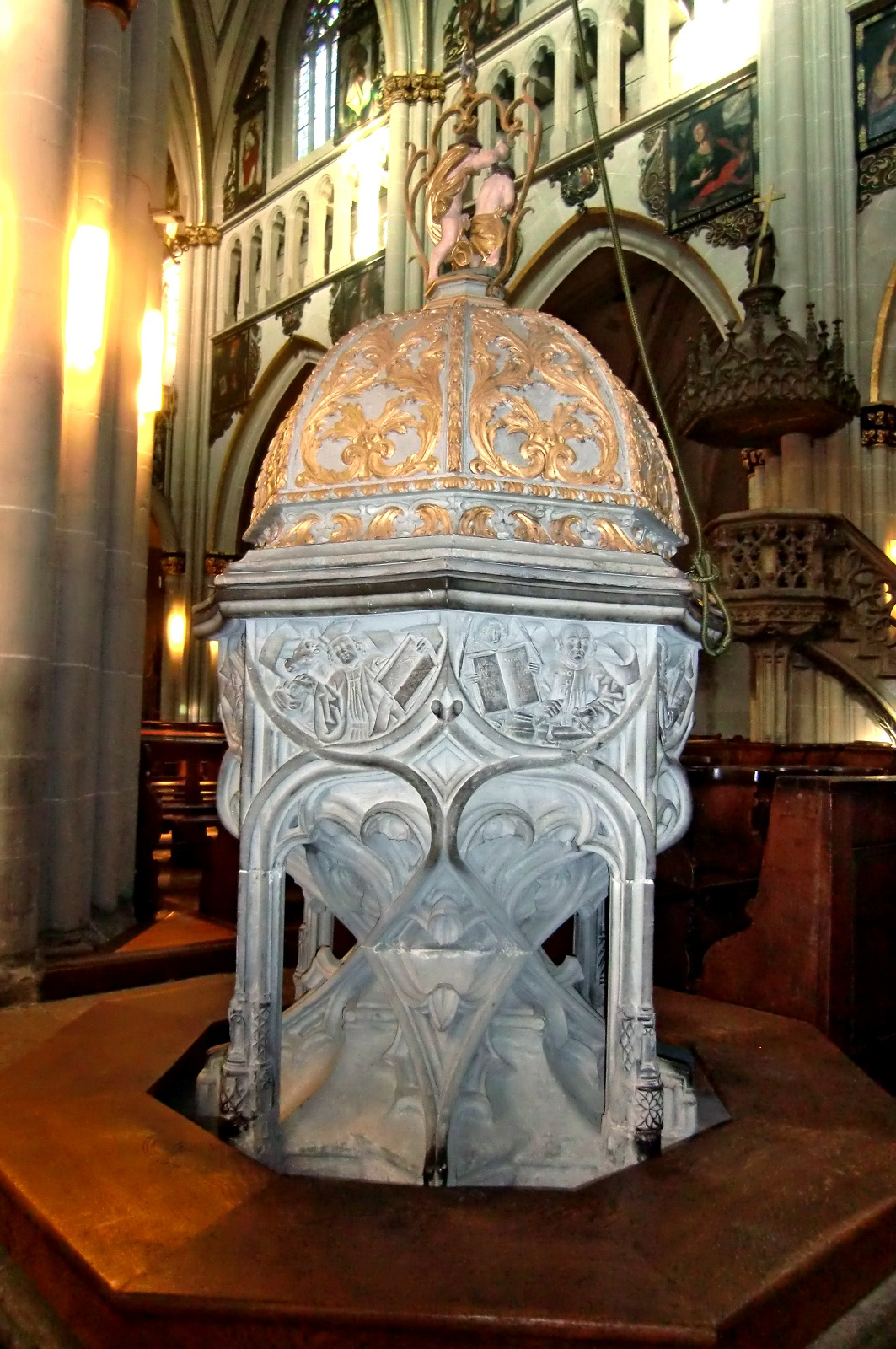
Taufbecken
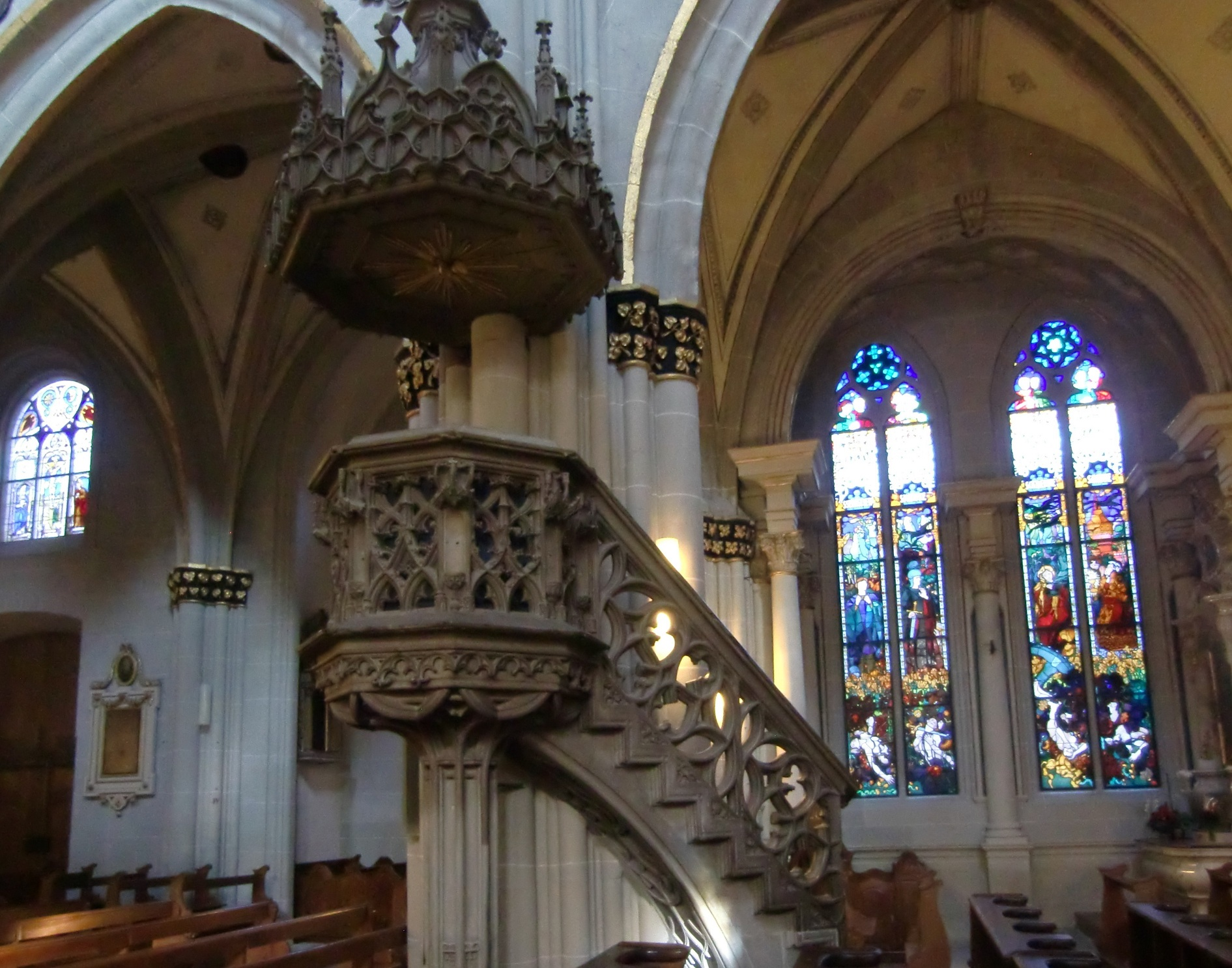
Kanzel
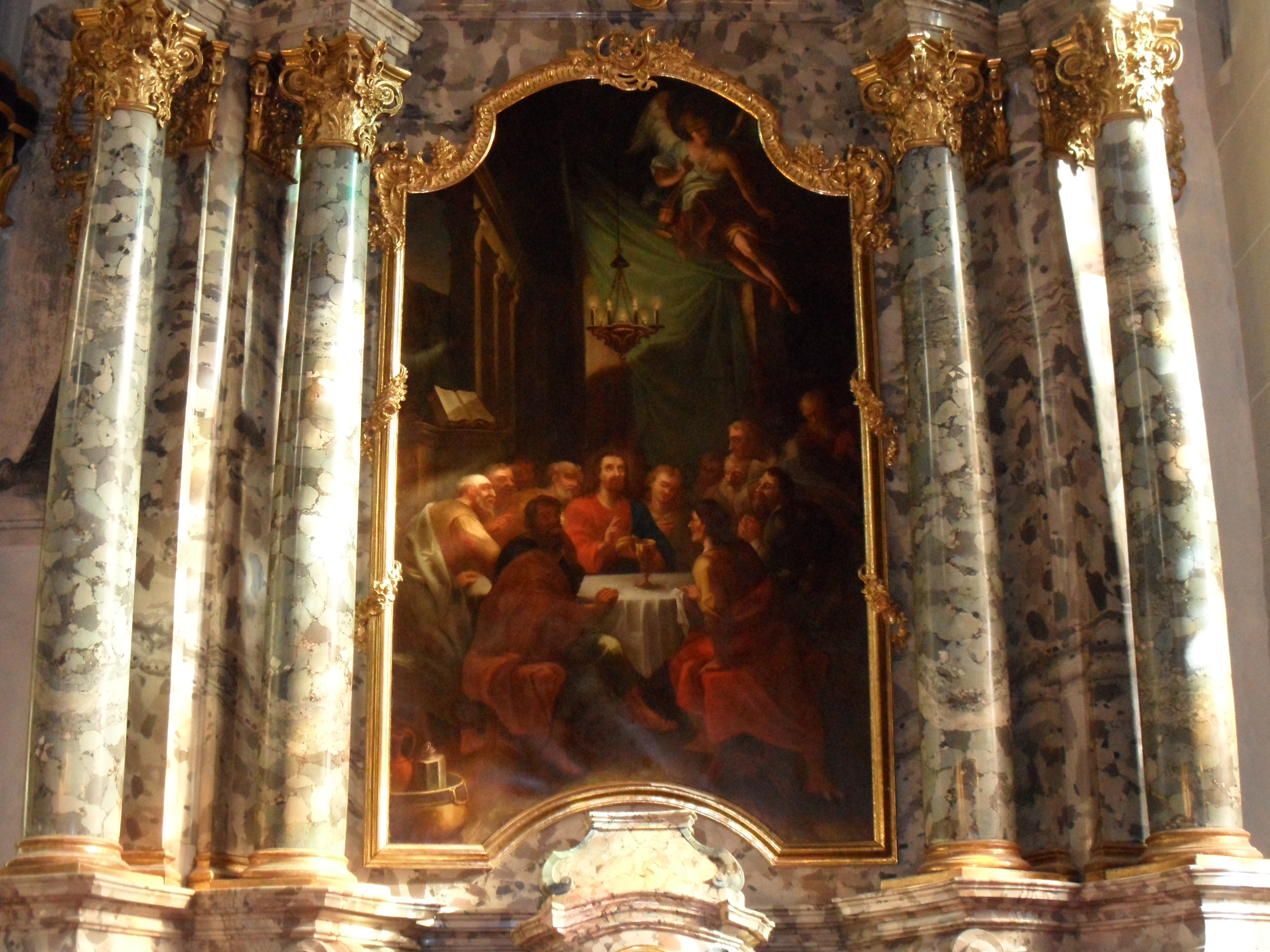
Altarbild
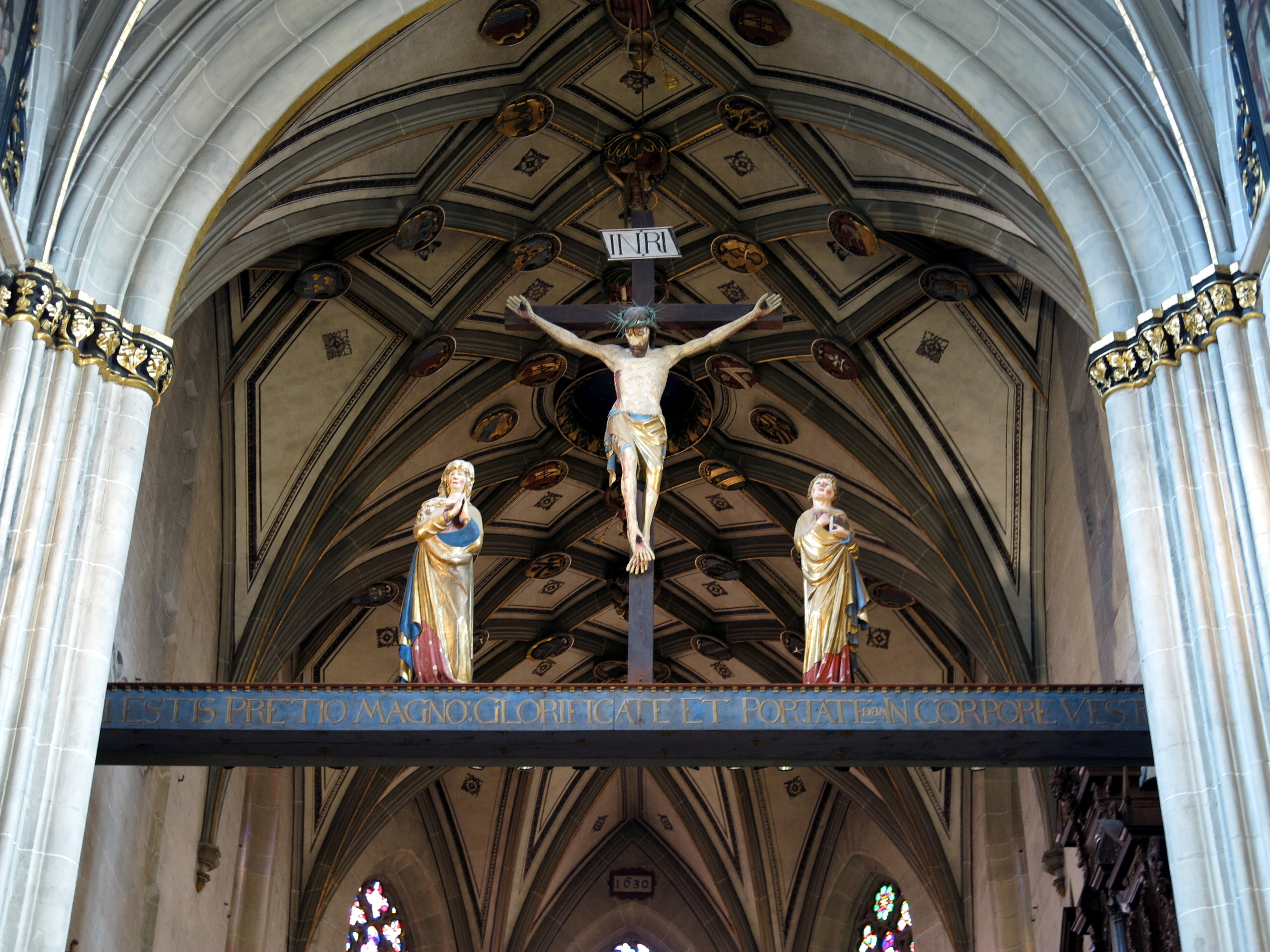
Kreuzesdarstellung im Chorraum
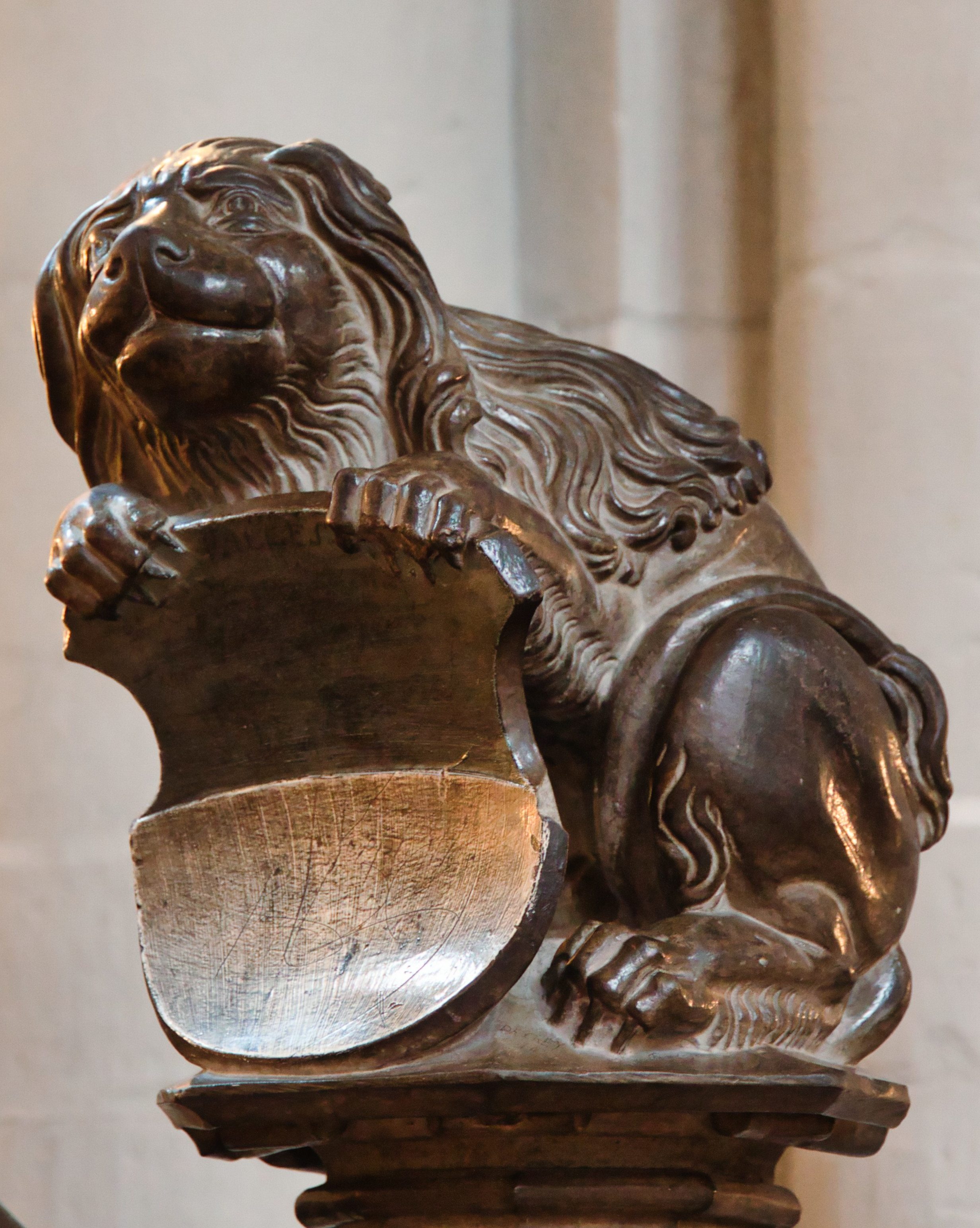
Freiburger Wappen am Aufgang zur Kanzel, 1513–1516

### Fenster

Fenster der nördlichen Seitenschiffkapellen
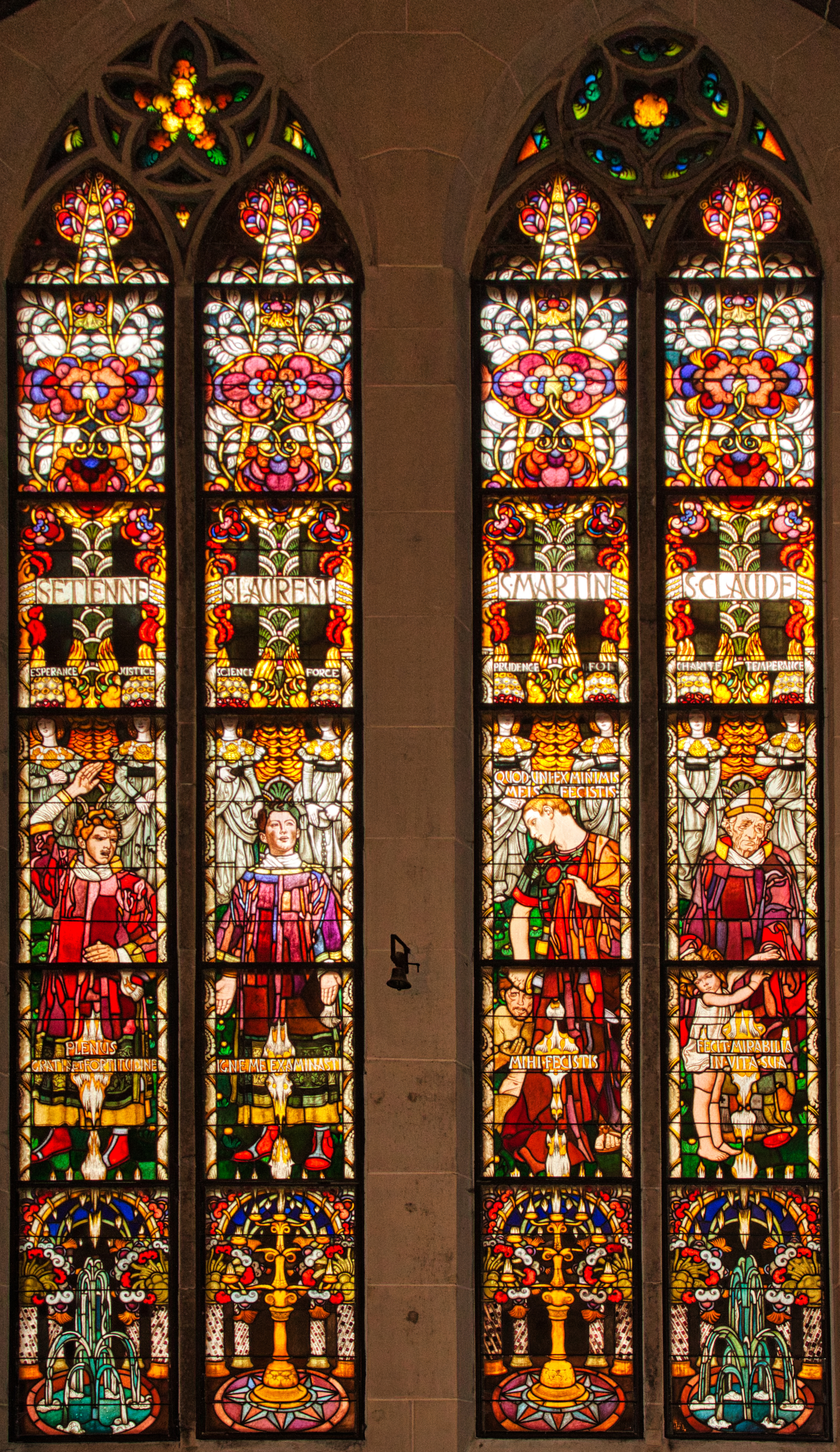
Bischöfe und Diakone
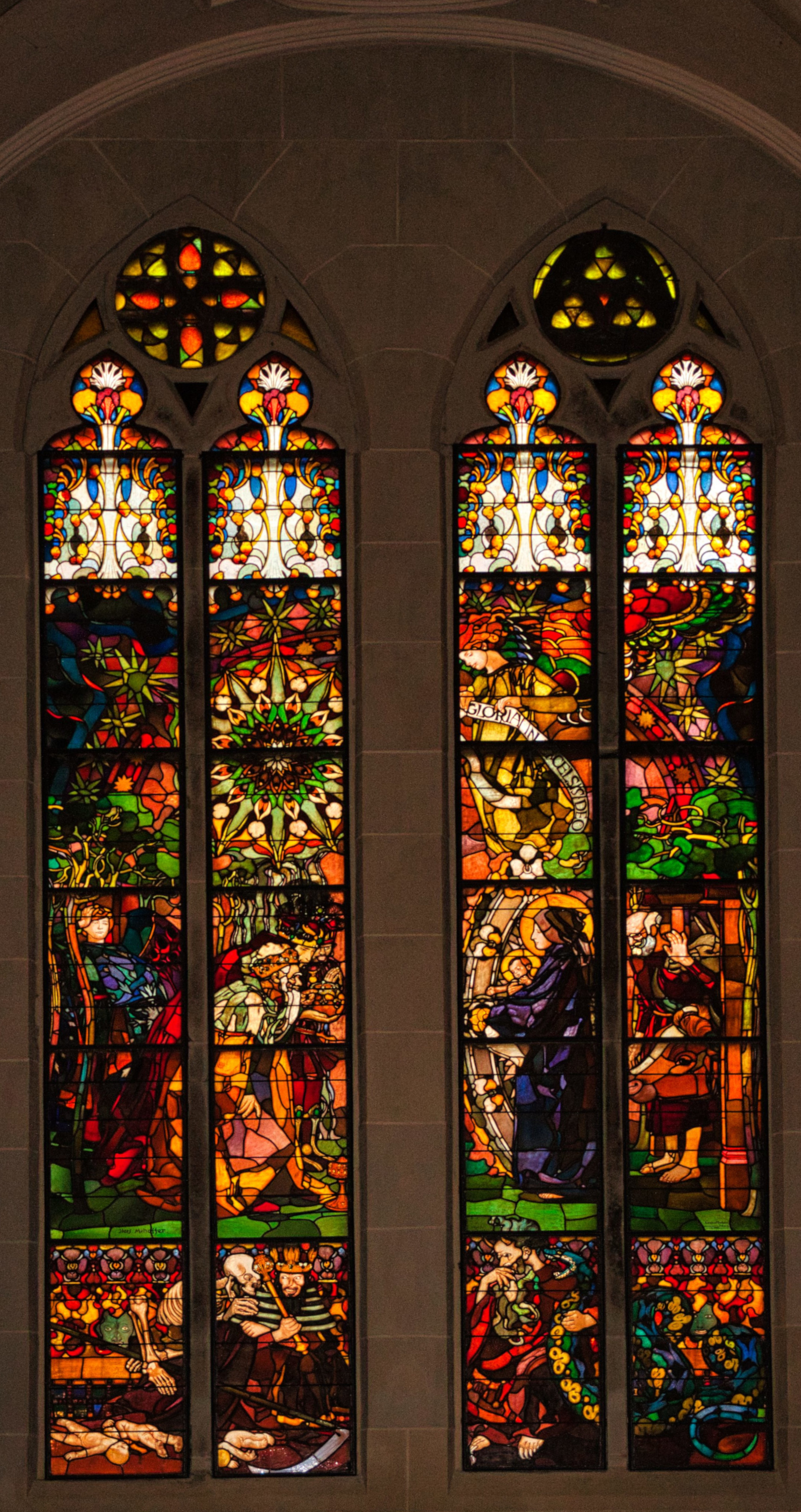
Anbetung der Drei Könige
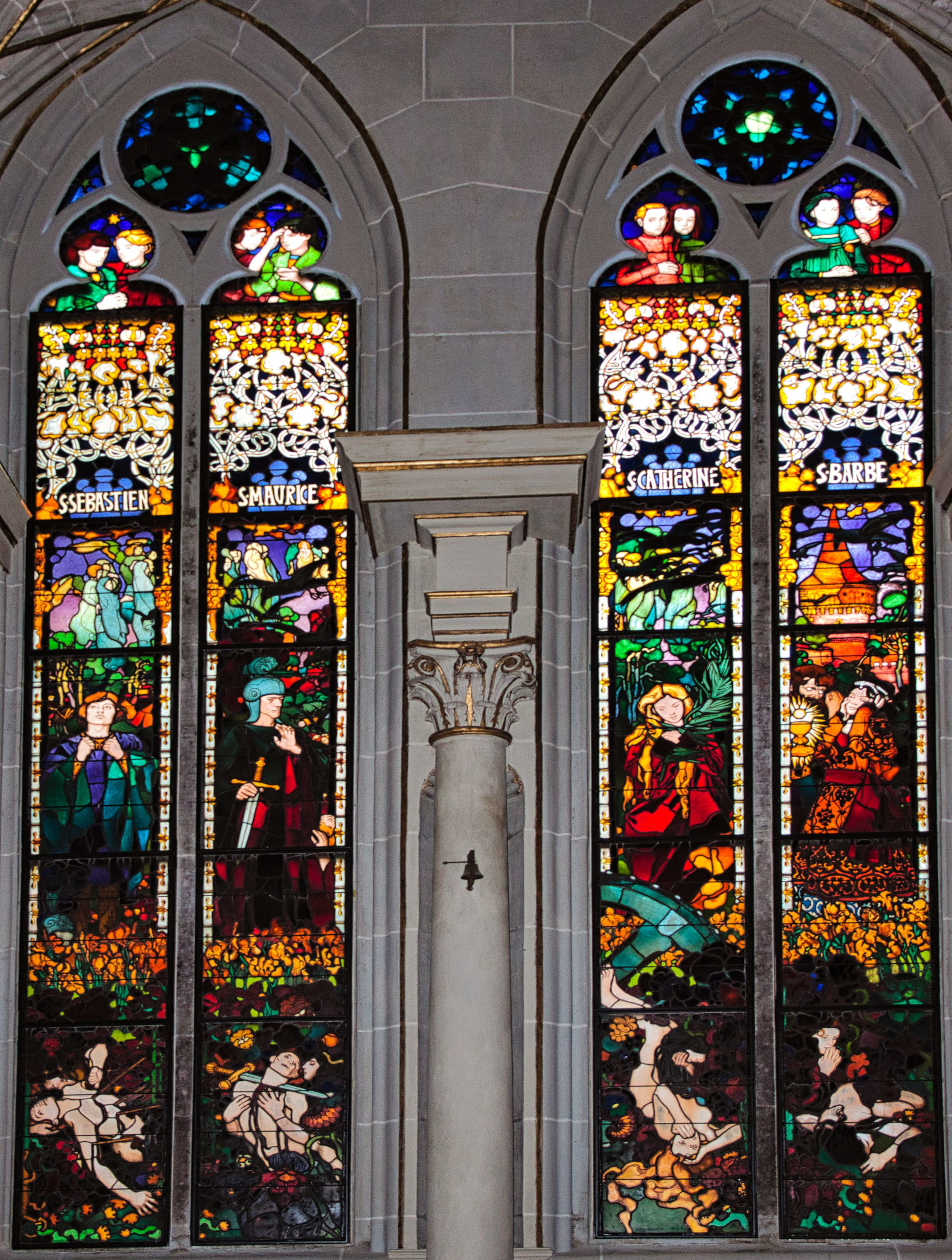
Märtyrer
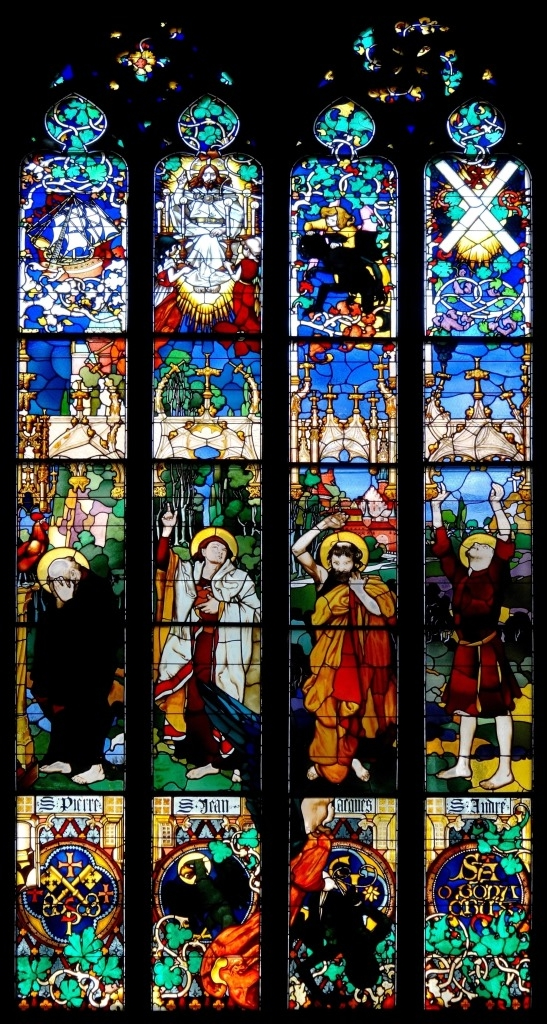
Apostel

Fenster der südlichen Seitenschiffkapellen
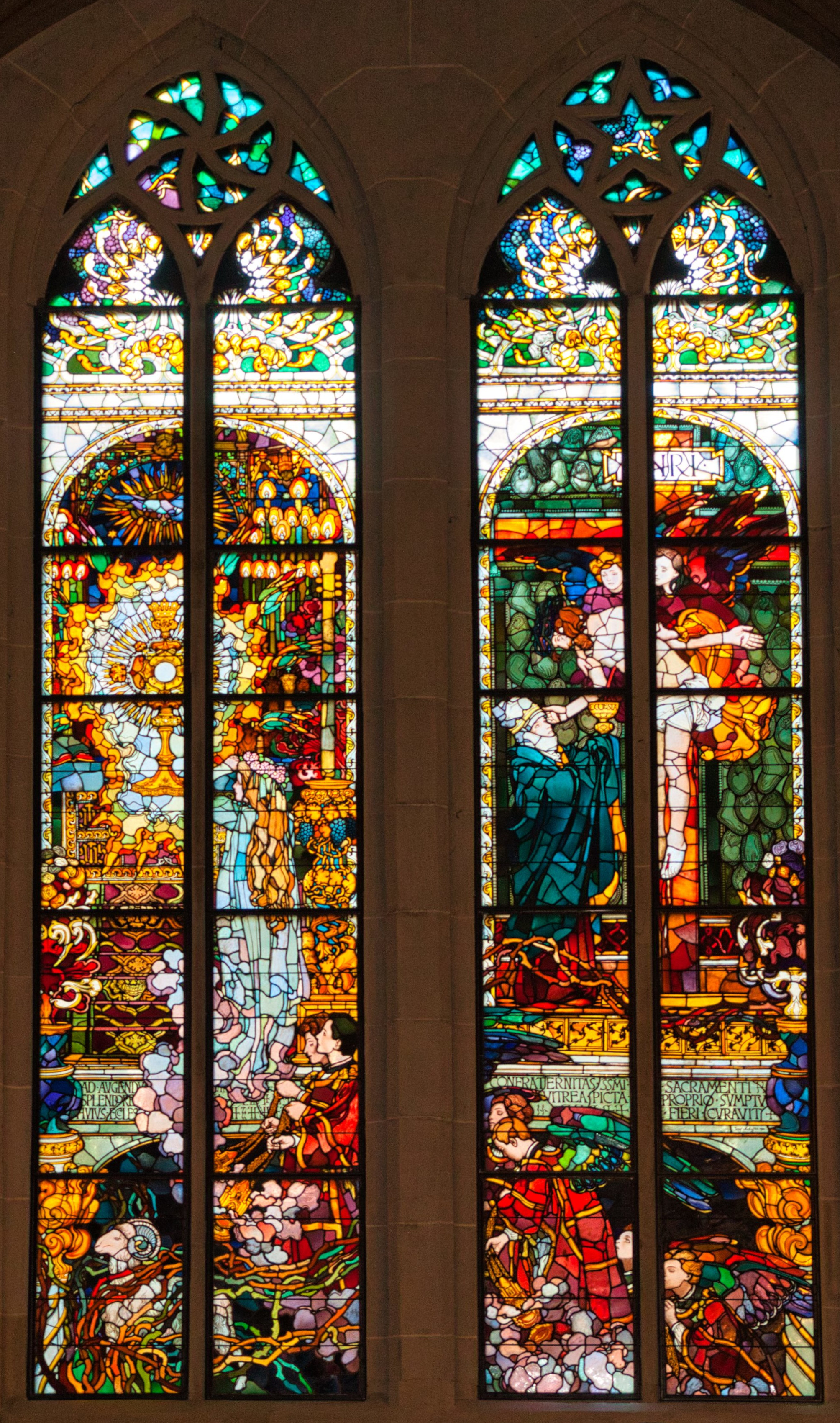
Eucharistie
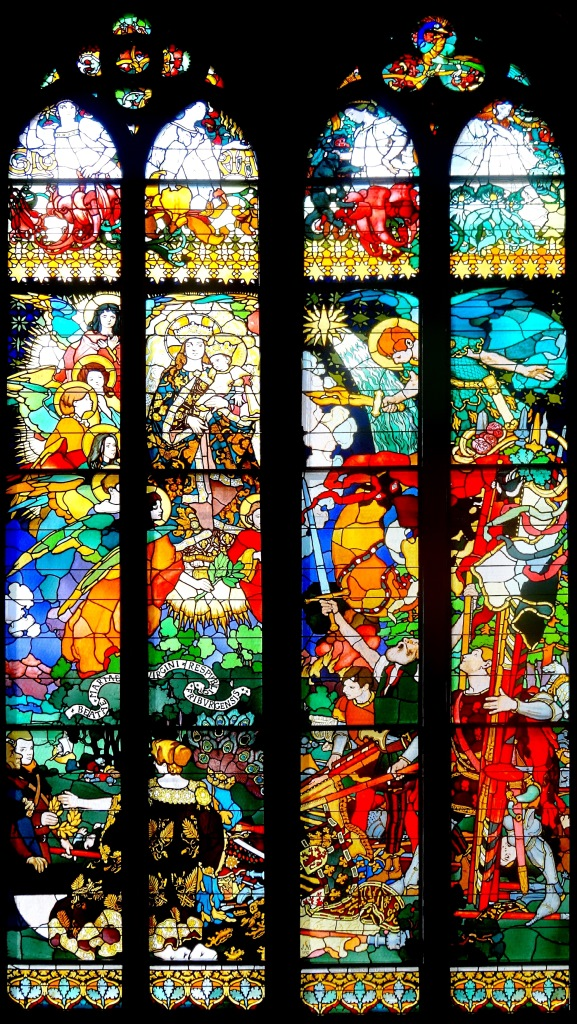
Unsere Liebe Frau vom Sieg
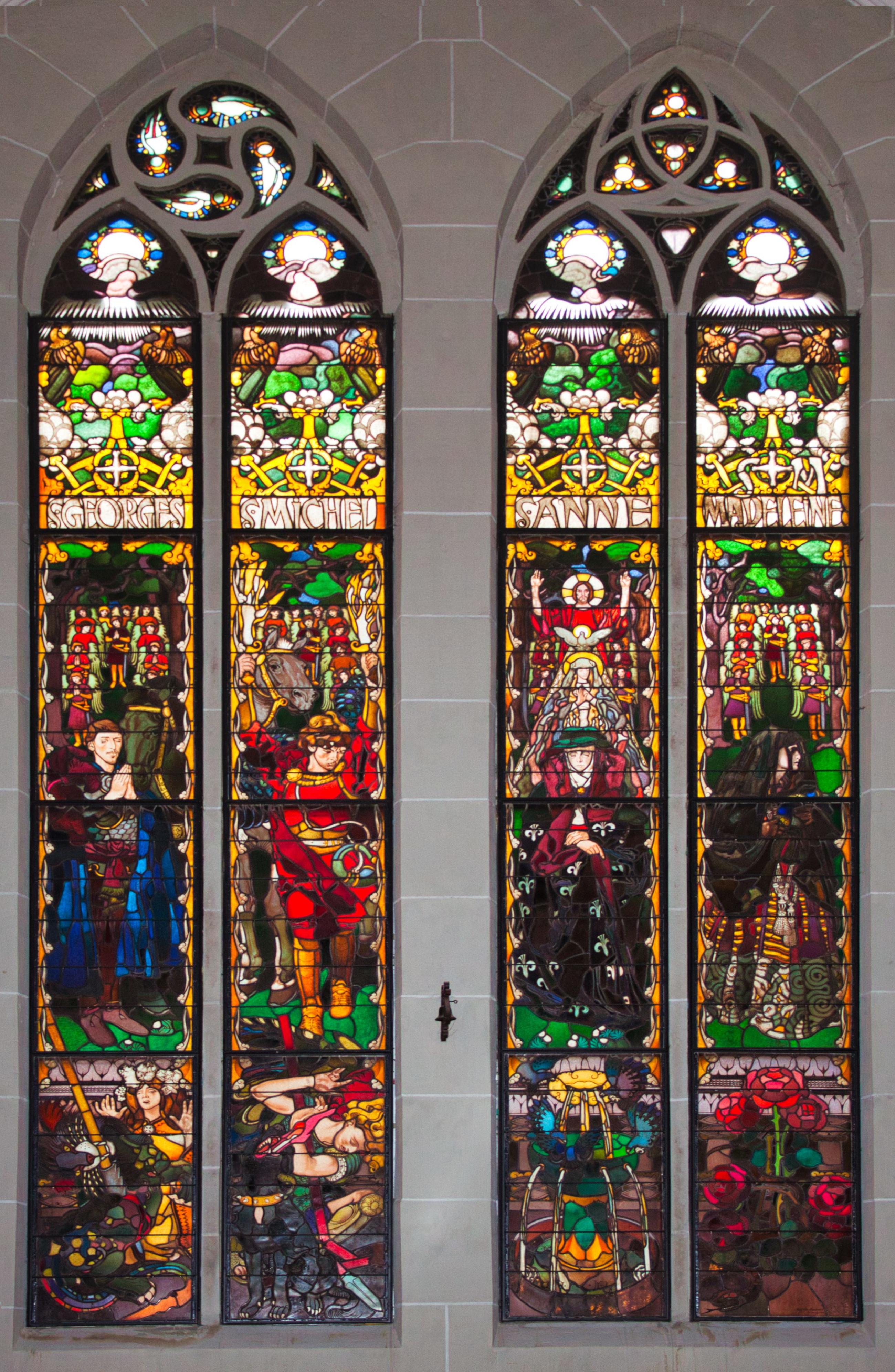
Heilige
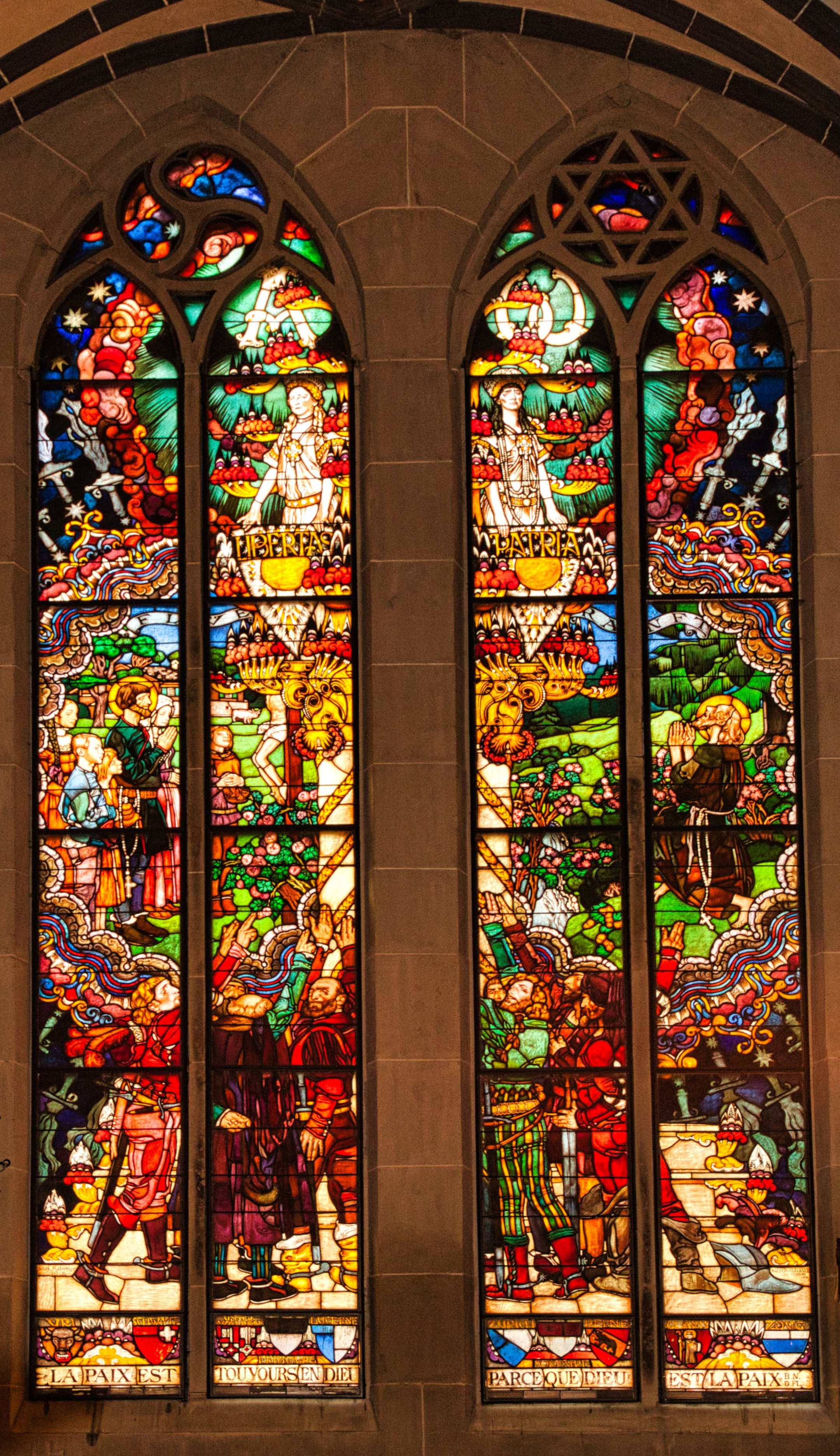
Bruder Klaus

Die Kirchenfenster wurden vom polnischen Künstler Józef Mehoffer zunächst im Jugendstil, später nur noch teilweise diesem Stil verpflichtet, entworfen und zwischen 1896 und 1936 vom Freiburger Atelier Kirsch & Fleckner in Bleiglasfenster umgesetzt. Acht Fenster von Mehoffer belichten die Seitenkapellen beidseits des Schiffs und fünf den Chor. Die zwei Fenster in der Heiliggrabkapelle sind das Werk des französischen Malers Alfred Manessier.
Das älteste der Mehoffer-Fenster ist das Apostelfenster von 1895–1896. Mit diesem Entwurf gewann Mehoffer den international ausgeschriebenen Wettbewerb für die Gestaltung der acht Fenster. Das Fenster zeigt in jedem der vier Fensterbahnen je einen Apostel, nämlich Petrus, Johannes, Jakobus und Andreas. Das Fenster befindet sich in der nördlichen Seitenkapelle vor dem Chor.
Das zweite Fenster mit Unserer Lieben Frau vom Sieg ist Maria als Beschützerin der Heimat gewidmet. Es verherrlicht den Sieg der Eidgenossen und ihrer freiburgischen Verbündeten über Karl den Kühnen in der Schlacht bei Murten 1476. Dieses Fenster belichtet die zweite Kapelle vor dem Chor im südlichen Seitenschiff.
Das Märtyrerfenster mit den heiligen Mauritius, Sebastian, Katharina und Barbara entstand 1898–1899. Das Atelier Kirsch & Fleckner stellte es an der Weltausstellung in Paris 1900 aus, wo es mit einer Goldmedaille ausgezeichnet wurde. Aufgrund der unterschwelligen Erotik der Bilder in der untersten Zeile, wo die Heiligen im Sterben liegen, gab anfänglich zu Diskussionen Anlass. Das Fenster befindet sich in der zweitvordersten Seitenkapelle der Nordseite.
Als viertes wurde das Eucharistiefenster 1998-1900 vollendet. Es stellt die Opfergabe von Leib und Blut Christi dar. Es befindet sich in der vordersten Seitenkapelle der Südseite.
Das Dreikönigsfenster folgte 1902–1904. Es setzt die Anbetung der Könige ins Bild und befindet sich in der drittvordesten Kapelle der Nordseite.
1907–1909 erschuf Mehoffer und das Atelier Kirsch & Fleckner das Fenster mit den Heiligen Georg, Michael, Anna und Maria Magdalena. Dieses Fenster belichtet die drittvorderste Seitenkapelle der Südseite.
Noch vor dem Ersten Weltkrieg folgte das Fenster der heiligen Diakone und Bischöfe. Es entstand zwischen 1912 und 1914. Dargestellt sind wegen ihrer besonderen Verehrung in Freiburg die Heiligen Stephan, Laurentius, Martin und Claudius. Hinter den Heiligen stehen paarweise zwei junge Mädchen, welche gemäss den Inschriften die drei theologischen Tugenden, die vier Kardinaltugenden und die Wissenschaft versinnbildlichen. Das Fenster befindet sich in der hintersten Seitenkapelle der Südseite, also neben dem Eingang zum Turm.
Das Fenster des Nikolaus von der Flüe, das während des Ersten Weltkriegs 1915–1918 entstand, stellt eine Gruppe Eidgenossen dar, die ihren Treueschwur vor dem Altar des Vaterlandes, einer riesigen Säule mit einem kanzelähnlichen Bühne, leisten. Hier sind Einflüsse des Jugendstils, der Historienmalerei, der Volkskunst und der Monumentalkunst augenscheinlich. Das Fenster belebt die hinterste Seitenkapelle der Südseite, neben dem Eingang zur Heiliggrabkapelle.

### Orgeln

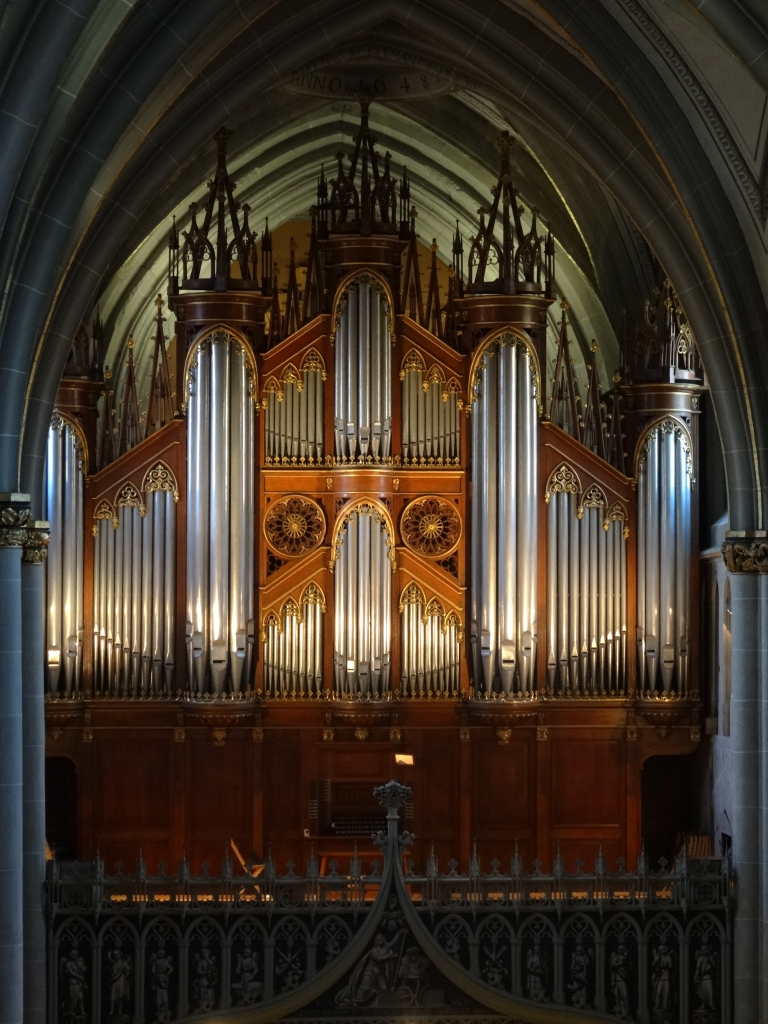
Prospekt der Hauptorgel von Aloys Mooser

Die Kathedrale verfügt über zwei Orgeln. Die große Orgel wurde zwischen 1824 und 1834 vom Freiburger Orgelbauer Aloys Mooser (1770–1839) gebaut und zog Musiker wie Franz Liszt und Anton Bruckner an. Das Instrument hat 60 Register auf vier Manualen und Pedal.
| I Grand Orgue C–f3 |     |
| Montre             | 16′ |
| Bourdon            | 16′ |
| Principal          | 8′  |
| Octave             | 8′  |
| Bourdon            | 8′  |
| Gambe              | 8′  |
| Prestant           | 4′  |
| Dulciane           | 4′  |
| Doublette          | 2′  |
| Fourniture         | 2′  |
| Cymbale            | 2′  |
| Scharf             | 1′  |
| Grand Cornet       | 16′ |
| Petit Cornet       | 8′  |
| Trombone           | 8′  |
| Clairon            | 4′  |

| II Grand Positif C–f3 |     |
| Quintadène            | 16′ |
| Second Principal      | 8′  |
| Flûte douce           | 8′  |
| Gambe                 | 8′  |
| Octave                | 4′  |
| Flûte                 | 4′  |
| Flûte à cheminée      | 4′  |
| Nazard                | 3′  |
| Doublette             | 2′  |
| Flageolet             | 1′  |
| Fourniture            | 2′  |
| Cornet                | 8′  |
| Trompette             | 8′  |

| III Petit Positif C–f3 |    |
| Montre                 | 8′ |
| Bourdon                | 8′ |
| Viole                  | 8′ |
| Salicional             | 8′ |
| Prestant               | 4′ |
| Calcan                 | 4′ |
| Flûte bouchée          | 4′ |
| Quinte-Flûte           | 4′ |
| Dulciane               | 4′ |
| Flageolet              | 2′ |
| Cornet                 | 8′ |
| Cromorne               | 8′ |

| IV Echo C–f3 |    |
| Montre       | 8′ |
| Bourdon      | 8′ |
| Salicional   | 8′ |
| Flûte        | 4′ |
| Quinte-Flûte | 4′ |
| Flageolet    | 2′ |
| Cornet       | 8′ |
| Voix humaine | 8′ |

| Pédale C–f1   |     |
| Grand Pédale  |     |
| Bas-Bourdon   | 32′ |
| Sous-Basse    | 16′ |
| Octave        | 8′  |
| Prestant      | 4′  |
| Bombarde      | 16′ |
| Trombone      | 8′  |
|               |     |
| Petite Pédale |     |
| Montre        | 16′ |
| Principal     | 8′  |
| Flûte         | 8′  |
| Prestant      | 4′  |
| Trompette     | 8′  |

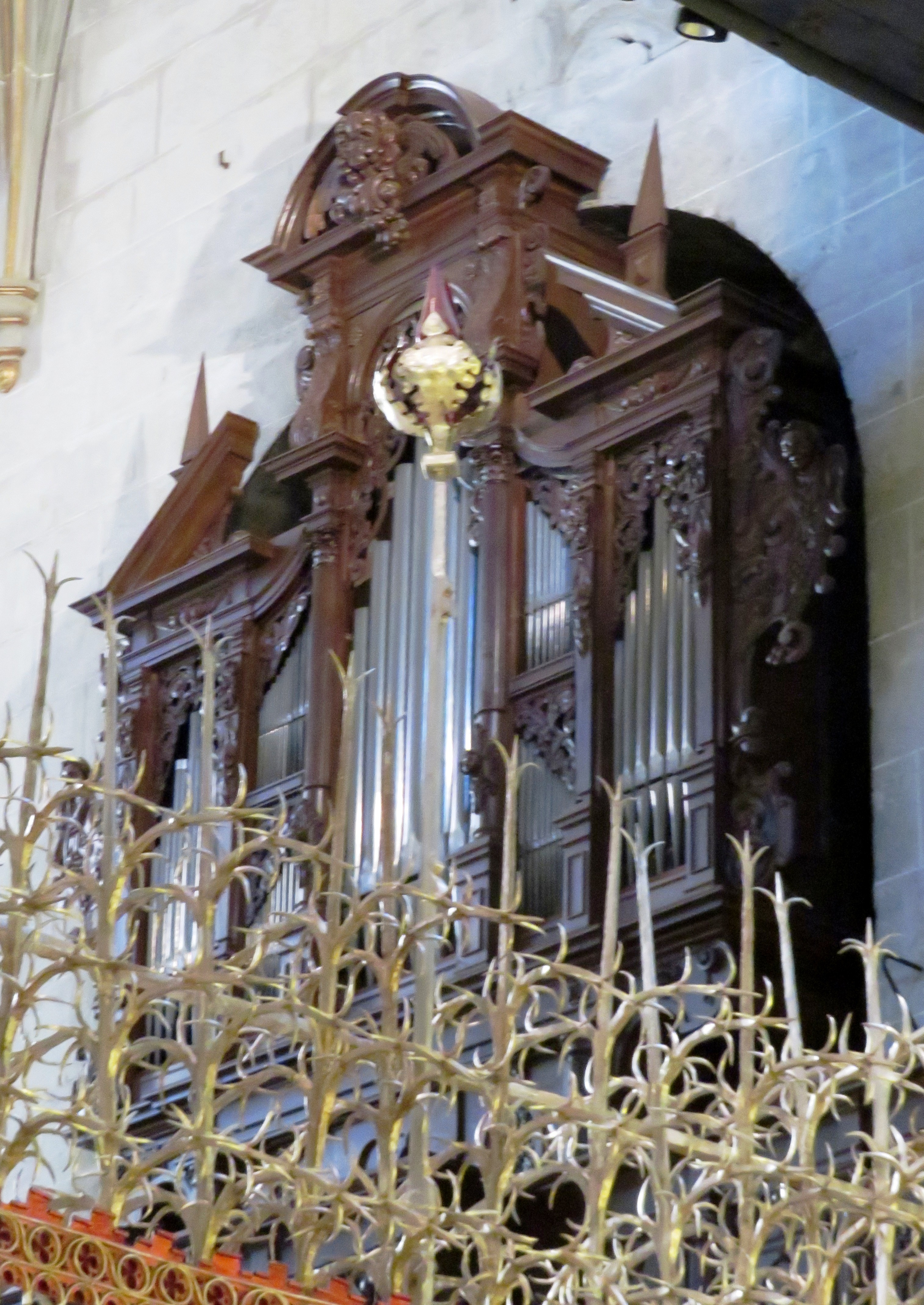
Chororgel von Sebald Manderscheidt

Die Chororgel wurde von Sebald Manderscheidt (1620–1685), einem Sohn des deutschen Orgelbauers Nicolaus Manderscheidt, in den Jahren 1655 bis 1657 erbaut. Das Instrument verüfgt über 18 Register auf zwei Manualen und Pedal.
| I Grand Orgue C–c3 |       |
| Principal          | 8′    |
| Secund Principal   | 8′    |
| Fiffera            | 8′    |
| Coppel             | 8′    |
| Octava             | 4′    |
| Fleuten in Octava  | 4′    |
| Fleuten in Quint   | 2 ⁄3′ |
| Super Octava       | 2′    |
| Quint              | 1 ⁄3′ |
| Mixtur III         | 1′    |

| II Positif C–c3 |       |
| Copula          | 8′    |
| Principal       | 4′    |
| Fleuten         | 4′    |
| Octave          | 2′    |
| Zimbel II       | 1 ⁄3′ |
| Regal           | 8′    |
| Tremblant       |       |

| Pédale CDEFG–a |     |
| Sub Bassus     | 16′ |
| Posaunen       | 8′  |

### Glocken

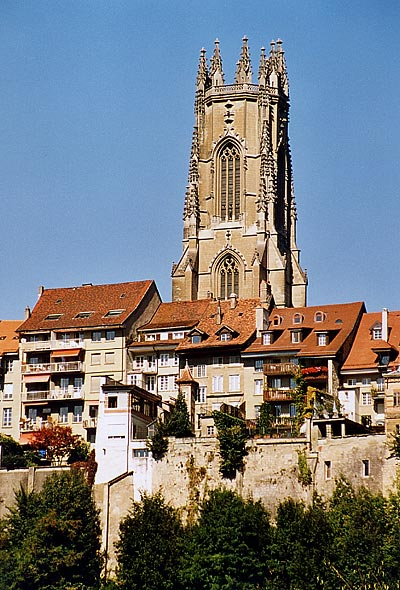
Turm der Kathedrale von Freiburg

Das Geläut besteht aus 13 Glocken. Es zählt mit den Geläuten der St. Galler Stiftskirche und des Berner Münsters (beide auf e0) zu den bedeutendsten historischen Grossgeläuten der Schweiz.
Allabendlich um 22:15 Uhr erklingt die Barbaraglocke zum Armeseelen- bzw. Verirrtenläuten. Zu den Betzeiten um 7, 12 und 19 Uhr läutet die Stundenglocke; zu den Werktagsmessen findet seit dem 17. Jahrhundert die Primglocke Verwendung. Die grosse Sions- oder Marienglocke läutet im Anschluss an Bestattungsfeiern.
Seit 1953 werden die Glocken elektrisch geläutet. Die Glocken 13 und 12 erhielten während der Restaurierung 2009 auch einen elektrischen Läuteantrieb, vorher konnten sie noch von Hand geläutet werden. Die beiden Choralistenglocken werden heute nicht mehr benutzt, könnten aber noch von Hand geläutet werden. Sie sind mit einem Seil miteinander verbunden, so dass beide Glocken gleichzeitig mit einem Zug bedient werden könnten.
Die Läuteordnung aus dem Mittelalter hat sich damit grundlegend verändert; die Gambachglocke und die kleine Totenglocke (erst in den 1990er Jahren) wurden in das Hauptgeläut integriert und der regelmässige Gebrauch des Vollgeläutes und grösserer Teilgeläute kehrte ein: Jeden Samstag wird um 19 Uhr anstelle des Abendläutens der Sonntag mit dem Vollgeläut (Glocken 9–1) eingeläutet; es erklingt ebenfalls zum Hochamt ab 09:45 Uhr. Zur 09:00- und zur 11:30-Messe wird das Geläut auf die Glocken 7 bis 2 reduziert, zur Vorabend- und Sonntagabendmesse abermals auf die Glocken 6 bis 3. Bei Taufen ertönen die Glocken 9 bis 4, zu Trauungen die Glocken 9 bis 3 und schliesslich vor Bestattungsfeiern die Glocken 9 bis 2.
|  |  |

| Glocke | Name                              | Gussjahr | Giesser                                  | Durchmesser | Masse   | Nominal (HT−1⁄16) | Glockenstuhl   | Läuteanlass            |
| ------ | --------------------------------- | -------- | ---------------------------------------- | ----------- | ------- | ----------------- | -------------- | ---------------------- |
| 1      | Sions- oder Marienglocke          | 1505     | Robert de Besançon & Pierre de Montureux | 2207 mm     | 6950 kg | g0 −5             | unten, zentral | nach Bestattungsfeiern |
| 2      | Katharinenglocke                  | 1505     | Robert de Besançon & Pierre de Montureux | 1746 mm     | 3550 kg | ces1 −2           | unten, Süd     |                        |
| 3      | Barbaraglocke                     | 1367     | Walter Reber                             | 1461 mm     | 2080 kg | es1 +1            | Mitte, zentral | 22:15 Uhr              |
| 4      | Stunden- oder Bruderschaftsglocke | 1416     | Anton Grangier                           | 1300 mm     | 1650 kg | f1 −1             | Mitte, Nord    | 7, 12 und 19 Uhr       |
| 5      | Primglocke                        | 1437     | Peter Follare                            | 1106 mm     | 980 kg  | as1 ±0            | Mitte, Nord    | zu Werktagsmessen      |
| 6      | Gambachglocke                     | 1562     | Hans Burdi                               | 957 mm      | 600 kg  | b1 +8             | Mitte, zentral |                        |
| 7      | 1. Sakristansglocke               | 1569     | Jakob Kegler                             | 680 mm      | 210 kg  | es2 +13           | Mitte, Südwest |                        |
| 8      | 2. Sakristansglocke               | 14. Jh.  | unbekannt                                | 647 mm      | 230 kg  | ges2 +6           | Mitte, Südost  |                        |
| 9      | Totenglocke                       | 1734     | Jakob Klely                              | 564 mm      | 110 kg  | ges2 ±0           | Turmspitze     |                        |
| 10     | 1. Choralistenglocke              | 1567     | Jakob Kegler                             | 291 mm      | 20 kg   | ?                 | Mitte, Nord    |                        |
| 11     | 2. Choralistenglocke              | 1554     | Jakob Burdi                              | 289 mm      | 18 kg   | g3                | Mitte, Nord    |                        |
| I      | Messglocke                        | 1737     | Joseph Klely                             | 415 mm      | 50 kg   | ces3 +3           | Dachreiter     |                        |
| II     | Sakramentsglocke                  | 1656     | Franz-Bartholomäus Reyff                 | 316 mm      | 23 kg   | f3                | Dachreiter     |                        |

Das Vollgeläut startet mit der kleinsten der am Geläut beteiligten Glocken. Dann setzen der Reihe nach die nächstgrösseren ein. Die grösste Glocke vervollständigt das Vollgeläut nach etwa 1:55 Minuten und erreicht ihren vollen Klang etwas über zwei Minuten nach dem Start des Geläuts. Das Ausläuten erfolgt in gleicher Reihenfolge. Zuerst verstummt die kleinste der läutenden Glocken, dann die nächstgrössere bis zur grössten Glocke, die als letzte ausklingt. Das ganze Vollgeläut dauert etwas über 13 Minuten.

## Patronatsfest
→ siehe Hauptartikel St.-Nikolaus-Fest
Am Patronatsfest der Kathedrale und der Stadt Freiburg zieht jedes Jahr am ersten Samstag des Dezembers ein als St. Nikolaus verkleideter Schüler des Kollegiums St. Michael mit einem Esel an der Spitze eines Umzuges durch die Altstadt und hält anschliessend von einer Plattform über dem Portal der Kathedrale eine Rede mit satirischen Anspielungen auf die Ereignisse des vergangenen Jahres im Kollegium und der Stadt.